# أكاديمية هونغ كونغ
أكاديمية هونغ كونغ (بالصينية: 香港學堂) هي أكاديمية دولية خاصة تقع في هونغ كونغ، الصين. تأسست المدرسة في عام 2000 من قبل تيريزا ريتشمان وبن فرانكل.

## الروابط الخارجية
- Official website
- South China Morning Post coverage on Sai Kung Campus